# Snæbjörn Galti
Snæbjörn Galti Hólmsteinsson (fl. X secolo) è stato il primo norreno a navigare fino all'isola di Groenlandia nel 978, alla ricerca del territorio casualmente scoperto da Gunnbjörn Ulfsson, il quale aveva trovato terre ad occidente dell'Islanda (gli Scogli di Gunnbjørn) alcuni anni prima (probabilmente all'inizio del X secolo).
Secondo i racconti dell'epoca, Galti fu il primo a cercare di colonizzare la costa orientale della Groenlandia. Tuttavia il suo tentativo si risolse in disastro e Galti fu ucciso dai membri del suo equipaggio a causa di un conflitto interno. Esisteva una saga sul suo viaggio (Snæbjörn saga galti), che oggi, tuttavia, risulta perduta.